# Earina valida
Earina valida är en orkidéart som beskrevs av Heinrich Gustav Reichenbach. Earina valida ingår i släktet Earina och familjen orkidéer. Inga underarter finns listade i Catalogue of Life.